# Здание уездного училища
Здание уездного училища — памятник архитектуры в историческом центре Нижнего Новгорода. Построено в 1837—1839 годах по проекту архитектора А. Л. Леера в стиле русского классицизма.
Здание выполняет важную градостроительную функцию, закрепляя северный угол пересечения улиц Пискунова и Ульянова. В советское время было надстроено двумя этажами, с изменением первоначального архитектурно-художественного решения.

## История
В 1794 году нижегородский епископ Дамаскин (Д. С. Руднев) удалился на покой и передал свой жилой дом с земельным участком подпоручику А. П. Рудневу, наследники которого застроили несколькими деревянными зданиями угловую часть при пересечении улиц Тихоновской (Ульянова) и Осыпной (Пискунова).
В 1836 году во время визита в Нижний Новгород император Николай I разрешил застраивать город каменными зданиями по ещё только дорабатывавшемуся генеральному плану. Тогда архитектор А. Л. Леер разработал план двухэтажного каменного дома для титулярной советницы Е. А. Рудневой. Дом закреплял красные линии при пересечении Тихоновской и Осыпной улиц, выполняя важную градообразующую функцию. По этой причине к архитектурно-художественному решению здания предъявлялись особые требования.
Угол дома срезался овалом фасада с аркадой в первом и четырёхколонным портиком во втором этажах. Первый этаж разбивался бороздками дощатого руста, контрастировавшим с мощью пилонов угловой части. Это было редкое, но очень выразительное архитектурное решение.
Проект здания был утверждён в Санкт-Петербурге 24 декабря 1837 года. Летом 1838 года дом выстроен и отделан, но 20 сентября продан городу под размещение Уездного училища. Новое назначение потребовало перепланировки помещений. А. Л. Леер запроектировал по три классных комнаты по сторонам узкого коридора. Проект перепланировки был утверждён 25 января 1839 года Государственным Комитетом проектов и смет и подписан Ф. Руско.
Архитектурно-художественное решение здания было искажено в советский период уничтожением колоннады и надстройкой двух этажей.